# Relações de consumo
Define-se relação de consumo como a relação existente entre o consumidor (aquele que adquire um produto ou serviço) e o fornecedor (aquele que fornece um produto ou serviço ao mercado de consumo).

## Conceito jurídico
A relação de consumo pode ser conceituada de forma mais técnica como sendo o liame jurídico existente entre um fornecedor e o consumidor, na qual este último busca satisfazer uma necessidade sua, como destinatário final, através da aquisição de bens ou serviços oferecidos por aquele primeiro sujeito por meio de sua atividade empresarial.
Por meio deste conceito, nota-se, portanto, que a relação de consumo é composta por dois elementos principais, quais sejam, o subjetivo e o objetivo. Tais componentes, para melhor entendimento, são aqueles que representam os sujeitos envolvidos na relação de consumo e o próprio objeto dessa relação.
O elemento subjetivo é aquele composto pela figura do consumidor e pela figura do fornecedor, já o objetivo é composto pela existência de mercadorias ou serviços envolvidos na relação de consumo. 

### Elemento objetivo
Primeiramente, o elemento objetivo deve ser entendido como a prestação de um serviço, ou seja, atividades, benefícios ou satisfações que são oferecidos ou colocação à venda de produtos ao consumidor, entendidos como qualquer mercadoria que seja utilizada em uma atividade fim.
Podem ser entendidos os termos "produtos" e "serviços" com base no artigo 3º, §1° e §2º do Código de Defesa do Consumidor. Produto é então "qualquer bem, móvel ou imóvel, material ou imaterial" e serviço é "qualquer atividade fornecida no mercado de consumo, mediante remuneração, inclusive as de natureza bancária, financeira, de crédito e securitária, salvo as decorrentes das relações de caráter trabalhista".

### Elemento subjetivo
Superada a análise do elemento objetivo, cabe analisar os elementos subjetivos, em primeiro lugar a figura do consumidor, para isso faz-se uso do Código de Defesa do Consumidor (Lei 8.078/90). Segundo consta do seu artigo 2º é considerado consumidor toda pessoa física ou jurídica que adquire ou utiliza produto como destinatário final, ou seja, todos aqueles que adquirem um produto ou a prestação de um serviço para sua utilização, consumo, sem que tal utilização seja em função de nova transformação do produto ou serviço para ser novamente colocado no mercado.
Acerca da conceituação retro exposta, podem ser citados como exemplos da figura do consumidor dentro de uma relação de consumo: um estudante que se dirige a uma loja de eletrodomésticos e compra um computador para que possa fazer seus afazeres escolares em sua residência; o pai de família que contrata junto ao banco empréstimo financeiro para quitar as dívidas do lar; o proprietário de um veículo que contrata junto a uma seguradora o serviço de transferência dos riscos do sinistro, através de um típico contrato de seguro etc.
Porém, para que se configure uma relação de consumo não basta que se caracterize apenas a figura do consumidor, mas faz-se necessário que fique caracterizada a figura do fornecedor, que segundo consta no artigo 3º do CDC fornecedor é: "(...) toda pessoa física ou jurídica, pública ou privada, nacional ou estrangeira, bem como os entes despersonalizados, que desenvolvem atividade de produção, montagem, criação, construção, transformação, importação, exportação, distribuição ou comercialização de produtos ou prestação de serviços".
A lei consumerista (Código de Defesa do Consumidor)não classifica a figura do fornecedor pela sua característica empresarial, ou profissional, mas sim pela natureza da operação praticada, no caso a prestação de um serviço ou colocação de um produto para comercialização. 
Apesar de o termo “relação de consumo” transparecer ser de fácil conceituação, importante se faz ressaltar que alguns doutrinadores nacionais e internacionais dedicaram extensos estudos objetivando concluir sobre a verdadeira significação da aludida expressão, que pode ser considerado por alguns como a “pedra angular” do próprio Direito do Consumidor devido a grande importância da conceituação de tal relação.
O jurista José Carlos de Oliveira, em sua obra Código de Proteção e Defesa do Consumidor, também buscou ressaltar a importância do instituto jurídico da relação de consumo estabelecendo um conceito próprio. Segundo o autor, seriam relações de consumo somente aquelas que envolvem bens, produtos ou serviços fornecidos ao destinatário final. O traço marcante das relações de consumo não seria então o jurídico, mas a relação fática. O significado de aquisição é em sentido amplo, não importando a capacidade jurídica. Estariam evidentemente sob a proteção legal as relações fáticas, como o uso de transporte coletivo ou energia elétrica, por exemplo.

Nota-se, portanto, que apesar do que dispõe a própria legislação consumerista nacional, em seus artigos 2º e 4º, a obtenção do verdadeiro significado do que vem a ser uma relação de consumo demanda grandes reflexões que ultrapassam uma simples leitura superficial do texto legal, vez que cada um dos termos contidos nos citados artigos do CDC contém em si uma profundidade de significações capazes de explicitarem o verdadeiro fim visado pelo legislador.

## Interesse dos participantes da relação de consumo
O interesse dos participantes da relação de consumo são aqueles relacionados com os objetivos pretendidos por fornecedores (art. 3º CDC) e consumidores (art. 2º CDC) ao se envolverem nesta especifica relação jurídica. No que diz respeito à determinação dos interesses dos fornecedores quando se envolvem neste tipo de negócio jurídico, não existem grandes dificuldades para tanto, posto o fato de que este se preocupa, basicamente, com a obtenção de lucro através do desenvolvimento de sua atividade empresarial ligada à prestação de um serviço ou a venda de um produto.  
Todavia, ocorre que, apesar do que diz respeito à figura do fornecedor, nem sempre a definição prática do que vem a ser o interesse do consumidor se mostra tão facilitada, na medida em que a definição da própria a figura do consumidor não se mostra simples. Assim, observa-se através de uma atenta leitura do Código de Defesa do Consumidor, que a definição jurídica de consumidor vai muito além daquela positivada no artigo 2º da mesma lei, uma vez que a relação jurídica de consumo poderá se dar entre indivíduos que não tiveram uma relação direta em uma relação típica de negócios (compra e venda ou prestação de serviço), mas sim em razão de ter ocorrido um acontecimento relacionado ao fornecedor no desenvolvimento de sua atividade empresarial, e que a lei estipulou como relevante.
Como exemplos práticos do acima exposto, podem ser citadas a prática de publicidade abusiva ou enganosa por parte do fornecedor e a efetuação de um serviço ou produto defeituoso no mercado a ponto serem capazes de causar danos diretos a indivíduos que não participaram da relação jurídica original. Assim, observa-se que, tanto no primeiro exemplo quanto no segundo, a figura do consumidor vai muito além daquela relacioanada a um simples adquirente de um produto ou serviço, passando a incindir sobre indivíduos que, em princípio, não poderiam ser classificados como sendo consumidores, mas o são por simples comparação legal.
Dentre as principais figuras dos consumidores elencadas de acordo com a dinâmica anteriormente exposta (consumidores por equiparação) merece destaque aquela relativa à “coletividade de consumidores”. Tal figura é aquela realtiva a um número determinado ou indeterminado de indivíduos capazes de se enquadrarem dentre da definição legal de consumidor, seja de forma ordinária ou por equiparação. 
No que se refere à classificação das diversas figuras de consumidores, conforme anteriormente ressaltado, existirem quatro sentidos juridicos para a expressão em questão, sendo um deles referente ao sentido fundamental (ou ordinário como ressaltamos), e os outros três relacionados aos sentidos de consumidores por equiparação. 
O consumidor em seu “sentido fundamental” seria aquela figura obtida através de uma simples leitura do caput do artigo 2º do CDC. Já os outros três sentidos, por suas vezes, somente seriam obtidos através da interpretação dos seguintes dispositivos do código: (I) artigo 2º, parágrafo único; (II) artigo 17; e (III) artigo 29. 
Sobre esta questão, relevante foi a inovação trazida pelo Código de Defesa do Consumidor ao prever em seu artigo 29 a possibilidade se tutelarem os interesses de uma coletividade de pessoas que, apesar de muitas vezes não desenvolverem qualquer contato pessoal, merecem ser igualmente protegidas como consumidores uma vez que estarão sujeitas às mesmas práticas elaboradas pelos fornecedores, e que poderão lhes causar algum tipo de dano. O autor Fábio Ulhoa Coelho conceitua a partir do artigo 29 do CDC o consumidor por equiparação, protegido pelo Direito do Consumidor, sendo as pessoas que são consumidoras em potencial, que não são parte em um contrato de compra e venda ou de prestação de serviços, mas que podem vir a ser, estão sujeitos à mesma proteção que a lei reconhece aos consumidores no tocante às práticas comerciais e contratuais. O legislador considera que a tutela, nestas áreas específicas, não pode restringir ao momento posterior ao acordo entre o consumidor e o fornecedor, mas, ao contrário, deve antecedê-lo para que tenha um caráter preventivo e mais amplo.
Tendo em vista o fato de que, assim como a figura do consumidor tomada em sua individualidade, a figura dos consumidores por equiparação enquanto uma coletividade, apresenta direitos que, uma vez transgredidos, geram ao ofendido um pretensão. Esses direitos podem ser divididos em difusos, coletivos e individuais homogêneos (art. 81 do CDC), sendo uma possível classificação destes em duas subcategorias: os direitos essencialmente coletivos (difusos e coletivos) e os acidentalmente coletivos (individuais homogêneos) Para os direitos essencialmente coletivos não há mera somatória de interesses, mas sim um único interesse, pertencente a toda uma coletividade, a todo um grupo, independente de quem sejam os sujeitos.
Já quanto aos interesses individuais homogêneos, embora sejam, do ponto de vista ontológico, individuais, merecem o tratamento coletivo em função da amplitude e extensão dos interesses lesados, tendo em vista os escopos do processo de facilitar o acesso das vítimas à justiça quando a causa da ilicitude for comum a toda a uma coletividade, ou seja, os interesses são decorrentes de uma origem comum, propiciando economia processual para o sistema jurídico.
Portanto, através das definições supra expostas, conclui-se que o CDC buscou tutelar da maneira mais abrangente possível os interesses do consumidor, considerando esta ultima parte da relação de consumo em seu aspecto mais amplo e abrangente possível. Assim, por fim, estando subsidiado por tais informações, possível se mostra o estabelecimento de um parâmetro acerca de qual seriam os interesses dos consumidores, e que devam ser protegidos pela lei consumerista, sendo aqueles relativos à necessidade de que não sejam lesados os bens jurídicos referentes à sua saúde, honra e expectativas decorrentes da execução do contrato de consumo ou de atos tendentes a atrair a atenção do consumidor para ele (contrato de consumo).

## Princípios do Direito do Consumidor
Para que se possa ter um entendimento mais claro sobre como se dá a proteção da figura do consumidor dentro de uma relação de consumo, importante se faz a exposição acerca dos princípios que regem o instituto jurídico em questão (relação de consumo). Dessa maneira, nas seções que se seguem serão abordados os mais importantes principios jurídicos a serem obtidos através de uma detita análise do sistema em que se insere o Código de Defesa do Consumidor Brasileiro.

### Princípio da Vulnerabilidade
A vulnerabilidade, princípio previsto no Código de Defesa do Consumidor, em seu artigo 4º, I, representa o fato de o consumidor estar submetido aos meios de produção do fornecedor tornando-o suscetível às suas práticas comerciais, ou seja, oferta de produtos, publicidade, fornecimento de bens, entre outras.
Diferentemente da hipossuficiência, a vulnerabilidade é uma presunção absoluta, ou seja, é uma presunção iure et de iure considerando todos os consumidores como vulneráveis sujeitos às práticas dos fornecedores. Não sendo suscetível de ser afastada mediante a produção de prova em contrário.
Dessa forma, o Código de Defesa do Consumidor privilegia a igualdade material e não meramente a igualdade formal, ou seja, o que se busca é atingir a igualdade de relação no caso concreto e não apenas de maneira formal, presente apenas em textos de lei. Assim, trata-se os desiguais de forma desigual, a fim de possibilitar maior igualdade entre eles.

### Princípio da Informação e da Transparência
Nosso Código de Defesa do consumidor apresenta os direitos básicos do consumidor previsto, principalmente, no artigo 6º do CDC. Assim, o princípio da transparência e o direito à informação clara e adequada do produto ou serviço disponibilizado ao mercado (artigo 4º, caput e artigo 6º, inciso III do CDC), apresenta características e peculiaridades a fim de que o consumidor não seja induzido a erro ao adquirir determinado produto ou serviço. Dessa forma “O fornecedor está obrigado a prestar todas as informações acerca do produto ou serviço, suas características, riscos, preço etc., de maneira clara precisa, não se admitindo falhas ou omissões”.
Além do entendimento dos especialistas juristas que escreveram a respeito, também temos entendimento jurisprudencial em relação ao tema como o julgado no Superior Tribunal de Justiça na defesa do direito à transparência e boa-fé objetiva  no Recurso Especial 586.316/MG, Relatado pelo Ministro Herman Benjamin, SEGUNDA TURMA, julgado em 17/04/2007. A Corte decidiu que é dever legal do fornecedor informar adequada e claramente sobre os riscos do produto e/ou serviços fornecidos.
Tal direito é reafirmado no artigo 31 do CDC ao tratar da oferta de produtos e serviços, frisando, novamente, a utilização de informações claras e precisas.
A informação, portanto, é tida como um dos princípios norteadores das relações de consumo tendo como fundamento a educação e a harmonia de fornecedores e consumidores, quanto aos seus direitos e deveres com vista à melhoria do mercado de consumo. Art. 4º, IV do CDC.
Não podemos deixar de destacar que a transparência significa objetivamente a correção e clareza da informação quanto ao produto ou serviços a ser prestado como também o contrato a ser firmado, sobretudo, na fase pré-contratual ou negocial, dos contatos de consumo, onde deve aparecer à lealdade, a boa fé, o não engodo ao consumidor.

### Princípio da Boa Fé
Como é disposto no art. 422 do Código Civil, os contratantes são obrigados a guardar os princípios de probidade e da boa fé, tanto na formação do contrato como na conclusão e execução. Em seu art. 4º o CDC explicita de forma inconfundível como o instituto em exame são requisitos fundamentais para o enlace fornecedor-consumidor reciprocamente. Logo, os contratantes e contratados devem manter uma política de lealdade no exercício das atividades jurídicas, tanto no tangente a direitos como nas obrigações.
Dessa forma, o princípio da boa-fé objetiva apresenta-se também como basilar nas relações de consumo.
O inciso IV do art. 6º do CDC proíbe o abuso de direito e impõe transparência e boa-fé nos métodos comerciais, na publicidade e nos contratos. Como vimos, é possível afirmar que a boa-fé é o princípio máximo orientador do CDC; aqui também o princípio da transparência atua como um reflexo da boa-fé exigida aos agentes contratuais.
O princípio da boa-fé objetiva deve ser entendido em seu sentido amplo, ou seja, analisando-se em cada caso se houve violação dos deveres anexos a tal princípio, como os deveres de informação, lealdade, honestidade e cooperação.

### Princípio da Equidade e da Confiança (art. 51, IV do CDC)
Outro importante direito a ser trabalhado é o direito à proteção contra o uso de práticas e cláusulas abusivas, prevista no artigo 6º, inciso IV do CDC. Caracterizando o abuso de direito pelo uso irregular e desviante do direito em seu exercício por parte do seu titular.
Reza este princípio que na ocorrência de uma cláusula abusiva será esta nula desde quando estipulada, afinal molda desvantagens desmedidas ao consumidor. Para que fatos como este que negam a boa fé e equidade, a norma consumerista organizou artigos de aplicação imperativa, de aplicação cogente, inibindo cláusulas com facilidades unilaterais para outro lado da relação em detrimento ao consumidor.
O mínimo que o fornecedor pode transmitir é um serviço ou produto confiável, adequado ao uso regular do mesmo (neste sentido art. 52 do CDC).
Nosso Código Civil de 2002, em seu art. 187, trouxe também a proibição ao abuso de direito com a seguinte redação: "Também comete ato ilícito o titular de um direito que, ao exercê-lo, excede manifestamente os limites impostos pelo seu fim econômico ou social, pela boa-fé ou pelos bons costumes".
No âmbito das relações contratuais vinculadas à saúde suplementar,  Patrícia Cândido Alves Ferreira considera que o princípio da confiança "representaria, em sua expressão mais singela, a expectativa de se assegurar, mediante uma prestação, a integridade do bem saúde, reduzindo, nesse particular, incertezas psicológicas, econômicas e jurídicas".